# Cvety kalenduly
Cvety kalenduly (Цветы календулы) è un film del 1998 diretto da Sergej Snežkin.

## Trama
Il film racconta i "nuovi russi" che si ritrovano nella casa di un famoso scrittore in passato, che non è più in vita. I membri della sua famiglia li incontrano in modo diverso.